# Jean-Luc Verley
Jean-Luc Verley, né le 12 mars 1939 à Paris et mort le 10 octobre 2007, est un historien des mathématiques, traducteur, encyclopédiste et maître de conférences honoraire à l'université de Paris-VII.
Il étudie des mathématiques à l'École normale supérieure, là où il participe aux séminaires «Choquet» et «Lelong». Il est spécialement marqué par le cours de calcul
différentiel d'Henri Cartan.
Une fois enseignant-chercheur, Jean-Luc Verley est créateur en 1982 du groupe M:A.T.H (Mathématiques : Approche par les Textes Historiques) à l'IREM de Paris 7 puis fondateur de la APMEP.
Il s'exerça aussi en tant que coordonnateur éditorial de l'Encyclopædia Universalis. Il est aussi responsable de l'écriture de nombreux articles relatifs à l'histoire des mathématiques et de la participation de certains de ses collègues de renom dans l'écriture d'articles mathématiques.
Il est un grand collectionneur de livres mathématiques et autres articles.
À sa mort, le café pédagogique décrirait sa figure :
« Jean-Luc Verley a été le promoteur de l’enseignement de l’Histoire des Mathématiques à l’Université en France, et son inlassable défenseur. »